# Atlatonin
Atlatonin ou Atlatonan era uma deusa asteca das costas e deusa-mãe. Está associada com Tezcatlipoca em algumas lendas a consideram uma de suas esposas.